# Mărțihaz, Bihor
Mărțihaz (în maghiară Marciháza ['mɒr-ți-hɑ:-zɒ]) este un sat în comuna Mădăras din județul Bihor, Crișana, România.
Prin Mărțihaz curge râul Corhana. Odinioară, a fost populat cu diverse specii de pește: somotei, roșioară, crap, biban, caras, regina bălții etc. Astăzi, este un curs de apă neîntreținut.
Până în anii 1980, la Mărțihaz a existat o crescătorie de pește, amenajată în perioada interbelică. A fost desființată din inițiativa autorităților comuniste în frunte cu președintele CAP-ului, tov. Maghiar.
În 1949 au fost executați în stradă câțiva săteni, incident care s-a petrecut pe fundalul reprimării revoltelor țărănești din acel an – îndeosebi în Crișana și Moldova – în contextul începutului colectivizării agriculturii. Cei doi chiaburi, Cociubei și Baican, au fost găsiti intr-un șanț de către actualul Naghi Mihai, pe atunci un copil de 7 ani, între timp devenit profesor universitar.
În localitatea Mărțihaz nu există foraj pentru apă potabilă, localitatea se alimentează din rezervorul de înmagazinare apă de 200 mc. din localitatea Mădăras. 

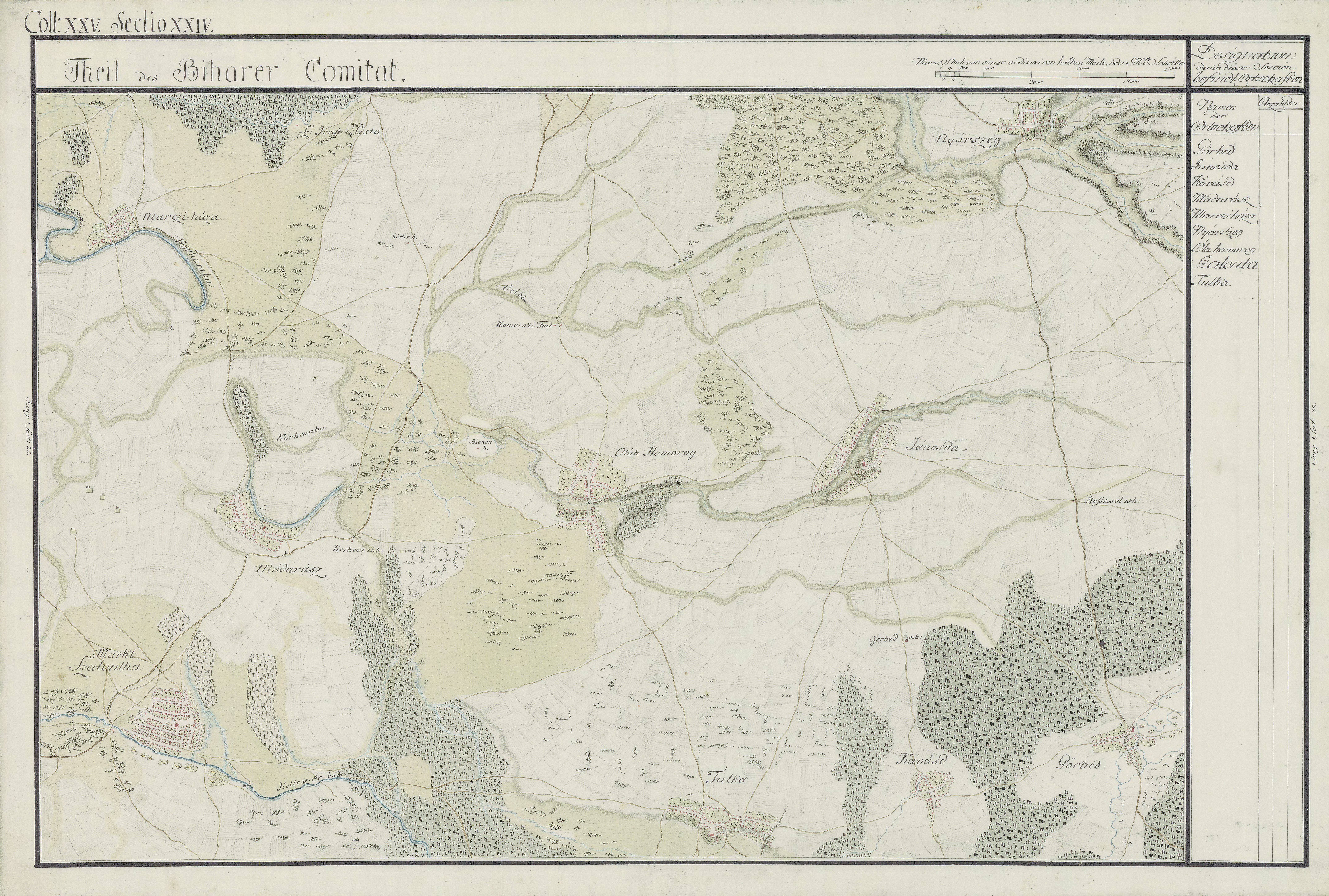
Harta iozefină a locului